# Tradicija
Tradicija je (iz lat. trodare = »dati naprej«, traditio = »predati«) prenos načina dela, obnašanja, prepričanja, verovanja in običajev na mlajše generacije. 
Tradicijo se prenaša ustno ali pisno z vzgojo ali igranjem. S tradicijo postane   socialna skupina ali družba kultura. Prenaša se predvsem načine dela in obnašanja, ki za razliko od instinkta niso prirojeni. Sem spadajo enostavni načini dela, kot sta uporaba orodja ali uporaba govora.